# Scalmicauda curvilinea
Scalmicauda curvilinea är en fjärilsart som beskrevs av Sergius G. Kiriakoff 1959. Scalmicauda curvilinea ingår i släktet Scalmicauda och familjen tandspinnare. Inga underarter finns listade.